# Krebsgraben (Weiße Elster)
Der Krebsgraben ist ein Bach im Südwesten Leipzigs. Er ist ein Nebenfluss der Weißen Elster. Wasserrechtlich ist es ein Gewässer II. Ordnung. Bis ins 19. Jahrhundert hieß er Luppe oder auch südliche Luppe.
Der Krebsgraben beginnt östlich von Großschkorlopp, einem Ortsteil von Kitzen, das 2012 nach Pegau eingemeindet wurde. Nach der Passage des Ortes fließt er nach Nordosten und durchquert Knautnaundorf. Auf einer Karte aus dem Jahre 1806 durchfloss er dann drei Teiche, den Oberen, den Unteren und den Bornteich, bevor er in der Nähe von Hartmannsdorf in den Elstermühlgraben mündete. Auf Karten zum Ende des 19. Jahrhunderts sind die Teiche nicht mehr aufgeführt. Für das 17. Jahrhundert wird berichtet, dass zur sicheren Wasserversorgung der Teiche in Eisdorf Wasser aus dem Elsterfloßgraben entnommen und der Luppe zugeführt wurde.
Durch die Inanspruchnahme des Gebietes der Weißen Elster durch den Tagebau Zwenkau und der dadurch bedingten Verlegung der Weißen Elster nach Westen in den 1970er Jahren erhielt der Krebsgraben eine neue Mündung, nunmehr direkt in die Weiße Elster östlich des Knautnaundorfer Gewerbegebietes, die durch eine Rückflussklappe gesichert ist. Im Hochwasserfall wird Überschusswasser über eine Rohrleitung in den Knauthainer Elstermühlgraben abgeschlagen, den nördlichen Teil des durch den Tagebau unterbrochenen Elstermühlgrabens.
Mit der 1999 erfolgten Eingemeindung von Knautnaundorf nach Leipzig wurde der Krebsgraben ein Leipziger Gewässer. Die Länge des Krebsgrabens beträgt 7,57 Kilometer, wovon 1,98 Kilometer im Stadtgebiet Leipzigs verlaufen.
Der Krebsgraben ist nicht ständig wasserführend, was vor allem auf die Absenkung des Grundwasserspiegels durch den ehemaligen Tagebau Zwenkau zurückzuführen ist. Er dient vorrangig der Entwässerung der Feldfluren westlich Knautnaundorfs.